# Montana helleri
Montana helleri är en insektsart som först beskrevs av Battal Çiplak och Taylan 2006.  Montana helleri ingår i släktet Montana och familjen vårtbitare. Inga underarter finns listade i Catalogue of Life.